# Max Wechsler
Max Wechsler (* 6. Oktober 1938 in Emmenbrücke; †  1. Januar 1978 in Luzern) war ein Schweizer Radrennfahrer.

## Sportliche Laufbahn
Wechsler war Strassenradsportler und als Amateur Mitglied der Schweizer Nationalmannschaft. Er war Teilnehmer der Olympischen Sommerspiele 1960 in Rom. Im olympischen Strassenrennen kam er auf den 65. Rang.
Im Olympiajahr wurde er Zweiter im Amateurrennen der Meisterschaft von Zürich hinter Erwin Jaisli. Von 1961 bis 1962 startete er als Berufsfahrer im Radsportteam Tigra. Er hatte als Radprofi keine Erfolge.